# 戦う北欧
『戦う北欧：抗戦か・中立か・抵抗か・服従か』は、武田龍夫の著作。1981年に高木書房で出版された。
著者はスウェーデン駐在の外交官。第二次世界大戦での北欧4国の外交が題材。対照的な4国を並記し、「もしも違う道を選んでいたら」を想像できる効果を生んでいる。
1985年に中公文庫で『嵐の中の北欧：抵抗か中立か服従か』に改題再刊された（2022年改版）。

## 内容

### 1. フィンランド
ソ連の侵入に対抗するため、ドイツと協力し、「枢軸国」と見なされた。

#### 戦争前夜
| 1932年1月    | ソ連・フィンランド不可侵条約                                                               |
| 1939年8月    | 独ソ不可侵条約。秘密付属議定書で、ポーランドはドイツの、フィンランドはソ連の勢力圏で合意。 |
| 1939年9月    | ドイツがポーランド侵攻。第二次大戦がはじまる。                                             |
| 1939年9-10月 | ソ連がバルト三国に軍駐屯。                                                                 |

#### 冬戦争
| 1939年11月30日 | ソ連はフィンランドとの不可侵条約を破棄。ソ連軍侵入。ヘルシンキをソ連軍が爆撃。                                 |
| 1939年12月     | テリヨキの新政権フィンランド民主共和国をソ連が承認。その「要請」によるフィンランド解放戦争であるとソ連は主張。 |
| 1940年3月      | 休戦。モスクワ講和条約。フィンランドは南東部カレリアなどを割譲。                                               |

#### 継続戦争[注 1]
| 1940年6ｰ8月   | ソ連がバルト三国併合。 |
| 1940年8月     | ドイツと接近し、ドイツとフィンランドが協力する秘密協定。 |
| 1941年6月22日 | ドイツがソ連を攻撃（独ソ戦）開始。ドイツ軍は航空基地としてフィンランド基地も使ったため、ソ連もフィンランドを攻撃。フィンランドはドイツ軍が国内に駐留する事を承認。 |
| 1943年2月     | ソ連はスターリングラード攻防戦で勝利。独ソの形勢逆転。 |
| 1944年9月     | フィンランドは単独でソ連とモスクワ休戦協定。カレリア割譲の確認など、かつての国土の12%をソ連に割譲した。                                                            |

### 2. ノルウェー
ドイツと戦って撤退、ロンドンで亡命政権を形成。

#### 戦争前夜
| 1938年5月 | オスロで北欧4国の外相会議。戦争時の中立宣言。                                                              |
| 1939年9月 | ドイツがポーランド侵攻。第二次大戦はじまる。                                                               |
| 1940年2月 | アルトマルク号事件。ノルウェー領海上のドイツ船をイギリスが攻撃。ノルウェーの中立を守る能力が疑問視される。 |

#### ノルウェーの戦いと占領
| 1940年4月9日 | ヴェーザー演習作戦でドイツ軍がオスロに侵入占領。                                    |
| 1940年6月    | ドイツ軍はノルウェーの大半を占領し戦闘終了。国王ホーコン7世と内閣はロンドンへ亡命。 |
| 1945年5月    | ドイツ降伏。 6月国王帰国。                                                          |

### 3. スウェーデン
第二次世界大戦下のスウェーデンは、ドイツ寄りの「中立」を維持。
| 1939年9月  | ドイツがポーランド侵攻。第二次大戦のはじまり。                                          |
| 1939年11月 | フィンランドとソ連が冬戦争。スウェーデンからは義勇兵が参加。                            |
| 1940年4月  | デンマークとノルウェーをドイツが攻撃。 スウェーデンは北欧で唯一の非交戦中立国になった。 |
| 1940年7月  | 輸送協定でドイツ軍の国内通過を許可。当然ノルウェー亡命政府は抗議。                      |
| 1941年6月  | 真夏の危機。フィンランドへの第163歩兵師団 (ドイツ国防軍)12000人通過を許可。             |
| 1943年8月  | ドイツは劣勢となり、スウェーデンは輸送協定によるドイツ軍の通過許可を返上。              |
| 1945年5月  | ドイツ降伏。                                                                            |

### 4. デンマーク
ドイツに近すぎた。一日でドイツが占領。

#### 占領前夜
| 1939年5月 | ドイツからの申し入れで相互不可侵条約。         |
| 1939年9月 | ドイツがポーランド侵攻。デンマークは中立宣言。 |

#### ドイツによる占領
| 1940年4月9日 | 未明にドイツ軍はデンマークに侵攻。朝8時にデンマークは降伏。戦死者14名。親ドイツ内閣発足。                                                            |
| 1943年8月    | ドイツの要求に対しスカベニウス内閣は辞任。次期内閣を選出すべき議会も停止し、ドイツの直接軍政となる。以後のデンマークとドイツは戦争状態とみなされる。 |
| 1945年5月    | ドイツが降伏。デンマークの内閣と議会は機能再開。 |

## 続編
- 1998年刊行の『北欧の外交：戦う小国の相克と現実』（東海大学出版会）は、20世紀全体に視野を広げた、続編著作といえる。
- 1993年刊行の『物語 北欧の歴史』（中公新書）は、中世から現代までの通史入門。